# Hrihori Kosinka
Hrihori Mijailovich Kosinka, en ucraniano: Григорій Михайлович Косинка, en ruso: Григорий Михайлович Косынка, romanizado: Grigori Mijailovich Kosinka (Shcherbanivka, 31 de diciembre de 1877jul./ 12 de enero de 1878greg. - Kiev, 15 de diciembre de 1934) fue un publicista, traductor y prosista ucraniano del Renacimiento fusilado. Era sobrino del escritor ucraniano Kalistrat Anishchenko [en ucraniano: Калістрат Романович Анищенко, (1885–1929)].

## Vida
Hrihori Kosinka nació en 1899 en Shcherbanivka [en ucraniano: Щербанівка] en el actual distrito de Obujiv del óblast de Kiev (Ucrania), en el seno de una familia campesina pobre. En 1908 su familia se instaló más allá de los Urales para mejorar sus condiciones de vida. Sin embargo, después de que la familia tampoco pudiera mejorar sus condiciones de vida allí, regresaron a Ucrania. Hrihori asistía a la escuela en una aldea y además tenía que trabajar. A la edad de 14 años se fue a Kiev a buscar trabajo para poder mantener a su madre, que había quedado en la indigencia con cinco hijos pequeños tras la muerte de su padre. Encontró trabajo como limpiabotas y oficinista y asistía a clases nocturnas en el Gymnasium.
Su primera publicación como prosista fue el cuento На буряки, que fue publicada en el periódico Боротьба de Kiev en 1919. Le siguieron unas 20 colecciones de cuentos que fueron publicadas en vida. La publicación de la colección  Серце [en español: Corazón] fue prohibida en 1933 por los censores soviéticos. Se le recriminaba difundir ideas de la «ideología kulak contrarrevolucionaria» y del «bandidaje», y se le prohibió la publicación, por lo que tuvo que ponerse a trabajar como escenarista.
Durante el terror estalinista, él y otras 36 personas fueron detenidas el 4 de noviembre de 1934 y encarceladas por presuntas actividades terroristas, tras una crítica actuación en la Casa de los Escritores. El 15 de diciembre de 1934 él y otras 27 personas, en particular, incluidos los escritores Dmitro Falkivski [Дмитро Никанорович Фальківський; 1898–1934], O. Blysko [О. Близько; † 1934] y Kost Burewi [Кость Степанович Буревій], fueron condenados a muerte por fusilamiento por un tribunal militar. La sentencia se llevó a cabo el mismo día en el Palacio de Octubre en Kiev.
Fue enterrado en el cementerio Lukyanivska y, tras la muerte de Stalin, fue rehabilitado póstumamente el 19 de octubre de 1957.

## Obra

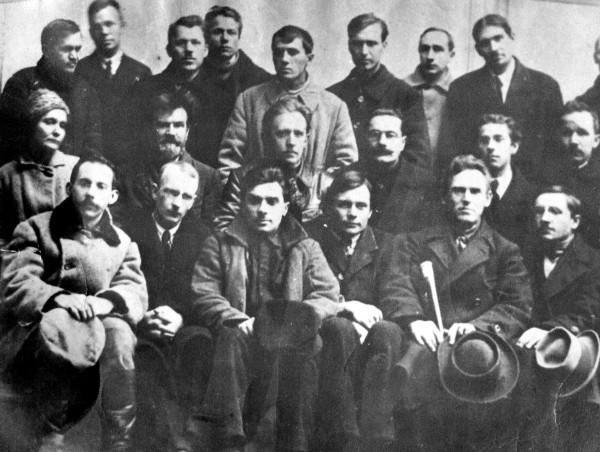
Reunión de artistas de Járkov y Kiev en 1923. De izquierda a derecha. Primera fila: Maksim Rilski, Yuri Meshenko, Mikola Jvilovi, Maik Yohansen, Hrihori Mijailov, Mijailo Verikivski. Segunda fila: Natalia Romanovich, Mijailo Mohilyanski, Vasil Ellan-Blakitni, Serhi Pilipenko, Pavlo Tichina, Pavlo Filipovich. Tercera fila: Dmitro Zahul, Mikola Zerov, Mijailo Drai-Jmara, Hrihori Kosinka, Volodimir Sosiura, Teodosi Osmachka, Volodimir Koryak, Mijailo Ivchenko

Kosinka fue uno de los narradores soviético-ucranianos más destacados de la década de 1920 y principios de la de 1930. Sus cuentos describen las actitudes predominantes, las relaciones y los cambios políticos en el campesinado ucraniano. También escribió artículos sobre temas literarios y artísticos y tradujo obras de Nikolái Gógol, Antón Chéjov, Máximo Gorki y Mijaíl Shólojov al idioma ucraniano.
Sus obras ganaron notoriedad por su maestría lírica, psicológica y realista y su creatividad se caracterizó por el esbozo, la fragmentación, el uso de medios impresionistas y la reflexión sociopsicológica de la realidad.
Su trabajo no se volvió a publicar en la Unión Soviética a partir de la década de 1930 y su nombre se silenciaba o se mencionaba en un contexto negativo. Solo en el período de deshielo se relajó la prohibición. Todo su legado artístico y periodístico no se publicó hasta 1988. Obras seleccionadas por él han sido traducidas al ruso, bielorruso, búlgaro, polaco, húngaro, alemán, italiano y otros idiomas. Su historia Política fue filmada en 1971 en el estudio de cine de Kiev O. Dovschenko.

## Reconocimientos
En su lugar de nacimiento se erigió un monumento en su memoria en 1979. En Kiev, se instaló una placa conmemorativa en su casa en la calle Volodimirska. Ambas obras son de la escultora Halina Kalchenko. Una calle de Kiev lleva su nombre desde 2017.